# Gallagher (Familienname)
Gallagher ist die Anglisierung des irischen Familiennamens Ó Gallchobhair (eine neuere Rechtschreibung ist Ó Gallchóir). Dies sind die männlichen Formen; die entsprechenden femininen Formen sind Ní Ghallchobhair (die neuere Rechtschreibung ist Ní Ghallchóir).
Die Bedeutung des Familiennamens ist „ausländischer Helfer“ und es gibt viele Schreibvarianten, z. B. Gallacher, Gallager, Gallaher, Galliher, Gallaugher, Galagher, Galeger, Golighe.

## Namensträger

### A
- Aidan Gallagher (* 2003), US-amerikanischer Schauspieler
- Anthony Gallagher (* um 1963), schottischer Badmintonspieler
- Audrey Gallagher (* 1969), britische Sängerin

### B
- Benny Gallagher (* 1944), schottischer Sänger und Musiker, siehe Gallagher and Lyle
- Brendan Gallagher (* 1992), kanadischer Eishockeyspieler
- Brian Gallagher (1963–2016), US-amerikanischer Saxophonist
- Bridie Gallagher (1924–2012), irische Sängerin
- Bronagh Gallagher (* 1972), irische Schauspielerin

### C
- Calum Gallagher (* 1994), schottischer Fußballspieler
- Captain Gallagher († 1818), irischer Räuber
- Carole Gallagher (1923–1966), US-amerikanische Schauspielerin
- Charlie Gallagher (1940–2021), irischer Fußballspieler
- Colm Gallagher († 1957), irischer Politiker
- Conor Gallagher (* 2000), englischer Fußballspieler
- Cornelius Edward Gallagher (1921–2018), US-amerikanischer Politiker

### D
- Daniel B. Gallagher, US-amerikanischer Latinist
- Dave Gallagher (* 1960), US-amerikanischer Baseballspieler
- David Gallagher (* 1985), US-amerikanischer Schauspieler
- Declan Gallagher (* 1991), schottischer Fußballspieler
- Denis Gallagher (1923–2001), irischer Politiker (Fianna Fáil)
- Dermot Gallagher (* 1957), englischer Fußballschiedsrichter

### E
- Ed Gallagher (* 1944), britischer Umweltforscher
- Eddie Gallagher (Edward R. Gallagher; * 1979/1980), US-amerikanischer Soldat und mutmaßlicher Kriegsverbrecher
- Edward Gallagher (Schauspieler) (1873–1929), US-amerikanischer Schauspieler
- Edward Gallagher (Wrestler) (1887–1940), US-amerikanischer Wrestler
- Emilie Lindh Gallagher (* 2000), britische Tennisspielerin

### F
- Fred Gallagher (* 1968), US-amerikanischer Comiczeichner

### G
- Gary W. Gallagher, US-amerikanischer Historiker

### H
- Harry Gallagher (1924–2021), australischer Schwimmtrainer
- Helen Gallagher (1926–2024), US-amerikanische Schauspielerin, Tänzerin und Sängerin

### I
- Ian Gallagher (* 1978), englischer Fußballspieler
- Isabelle Gallagher (* 1973), französische Mathematikerin

### J
- James Gallagher (Bischof) († 1751), irischer Bischof von Kildare und Leighlin
- James Gallagher (Fußballspieler) (1909–1992), US-amerikanischer Fußballspieler
- James Gallagher (Politiker, 1920) (1920–1983), irischer Politiker
- James Gallagher (Musiker), US-amerikanischer Rockabilly-Sänger
- James Gallagher (Politiker, 1981) (* 1981), US-amerikanischer Politiker
- James A. Gallagher (1869–1957), US-amerikanischer Politiker
- James G. Gallagher, US-amerikanischer Pilot
- James J. Gallagher († 2014), US-amerikanischer Erziehungswissenschaftler
- James Michael Gallagher (1860–1925), irischer Politiker
- Jared Gallagher (* 2002), singapurischer Fußballspieler
- Joe Gallagher (Schauspieler), Schauspieler
- Joe Gallagher (Boxer) (* 1968), britischer Boxer und Boxtrainer
- John Gallagher (Bischof) (1846–1923), australischer Geistlicher, Bischof von Goulburn
- John Gallagher (Leichtathlet) (1890–1950), US-amerikanischer Marathonläufer
- John Gallagher (Eishockeyspieler) (1909–1981), US-amerikanischer Eishockeyspieler
- John Gallagher (Rugbyspieler) (John Anthony Gallagher; * 1964), neuseeländischer Rugby-Union- und Rugby-League-Spieler
- John Gallagher (Snookerspieler), irischer Snookerspieler
- John Gallagher Jr. (* 1984), US-amerikanischer Schauspieler und Musiker
- John Patrick Gallagher (1916–1998), kanadischer Geologe und Unternehmer
- Jon Gallagher (* 1996), irischer Fußballspieler
- Joseph Gallagher (auch Joe Gallagher; * 1964), britisch-schweizerischer Schachspieler
- Jude Gallagher (* 2001), irischer Boxer

### K
- Katy Gallagher (* 1970), australische Politikerin
- Kim Gallagher (1964–2002), US-amerikanische Leichtathletin
- Kimball Gallagher (* 1981), US-amerikanischer Pianist und Komponist

### L
- Larissa Gallagher, australische Synchronsprecherin
- Liam Gallagher (* 1972), britischer Musiker

### M
- Maggie Gallagher (Margaret Gallagher Srivastav; * 1960), US-amerikanische Autorin und Theologin
- Megan Gallagher (* 1960), US-amerikanische Schauspielerin
- Michael Gallagher (Politiker) (* 1934), britischer Politiker (Labour Party, Social Democratic Party)
- Michael Gallagher (Politikwissenschaftler) (* 1951), britischer Politikwissenschaftler
- Michael Gallagher (Radsportler, 1973) (* 1973), US-amerikanischer Radrennfahrer
- Michael Gallagher (Radsportler, 1978) (* 1978), australischer Behindertenradsportler
- Michael J. Gallagher (Regisseur) (* 1988), US-amerikanischer Regisseur
- Michael James Gallagher (1866–1937), US-amerikanischer Geistlicher, Bischof von Detroit
- Michele Gallagher (* 1964), britische Schauspielerin
- Mike Gallagher (Skilangläufer) (Michael Donald Gallagher; 1941–2013), US-amerikanischer Skilangläufer
- Mike Gallagher (Radiomoderator) (geb. Michael Smelstor; * 1960), US-amerikanischer Radiomoderator
- Mike Gallagher (Politiker) (Michael Gallagher; * 1984), US-amerikanischer Politiker

### N
- Nicholas Aloysius Gallagher (1846–1918), US-amerikanischer Geistlicher, Bischof von Galveston
- Noel Gallagher (* 1967), britischer Musiker

### P
- Pat Gallagher (genannt The Cope; * 1948), irischer Politiker
- Patrick Gallagher (* 1968), kanadischer Schauspieler und Komponist
- Patrick Gallagher (Politiker) (* 1946), irischer Politiker und Journalist
- Patrick X. Gallagher (1935–2019), US-amerikanischer Mathematiker
- Paul Gallagher (Bildungswissenschaftler) (* 1929), kanadischer Bildungswissenschaftler
- Paul Gallagher (Erzbischof) (* 1954), britischer Geistlicher und vatikanischer Diplomat
- Paul Gallagher (Politiker) (* 1955), irischer Politiker und Jurist
- Paul Gallagher (Fußballspieler) (* 1984), schottischer Fußballspieler
- Peter Gallagher (* 1955), US-amerikanischer Schauspieler
- Peter Gallagher (Filmproduzent), US-amerikanischer Filmproduzent
- Peter Gallagher (General), US-amerikanischer General
- Peter Gallagher (Jurist), US-amerikanischer Jurist und Autor

### R
- Raymond Joseph Gallagher (1912–1991), US-amerikanischer Geistlicher, Bischof von Lafayette in Indiana
- Richard Hugo Gallagher (1927–1997), US-amerikanischer Bauingenieur
- Rory Gallagher (1948–1995), irischer Sänger und Gitarrist

### S
- Seán Gallagher (* 1962), irischer Unternehmer und Politiker
- Shane Gallagher (* 1976), US-amerikanischer Gitarrist
- Shaun Gallagher (* 1948), US-amerikanischer Philosoph
- Stephen Gallagher (Schriftsteller) (* 1954), britischer Schriftsteller und Drehbuchautor
- Stephen Gallagher (Komponist) (* 1974), neuseeländischer Komponist
- Stephen Gallagher (Radsportler) (* 1980), irischer Radsportler

### T
- Tess Gallagher (* 1943), US-amerikanische Dichterin
- Thomas Gallagher (Politiker, 1850) (1850–1930), US-amerikanischer Politiker (Illinois)
- Thomas Gallagher (Politiker, 1883) (1883–1967), US-amerikanischer Politiker, Bürgermeister von Pittsburgh
- Thomas Gallagher (Schwimmer) (* 1999), australischer Para-Schwimmer
- Thomas F. Gallagher (1887–1985), US-amerikanischer Jurist und Richter
- Thomas Francis Gallagher (* 1944), US-amerikanischer Physiker
- Thomas J. Gallagher († 2000), US-amerikanischer Unternehmer
- Thomas P. Gallagher (* 1940), US-amerikanischer Diplomat und LGBT-Aktivist
- Tim Gallagher, US-amerikanischer Tierfotograf und Redakteur
- Tom Gallagher (Politiker, 1944) (* 1944), US-amerikanischer Politiker (Florida)
- Tom Gallagher (Politiker, II), US-amerikanischer Politiker (Massachusetts)
- Tom Gallagher (Politikwissenschaftler) (Thomas Gerard Gallagher; * 1954), britischer Politikwissenschaftler
- Tommy Gallagher (Politiker) (* 1942), nordirischer Politiker
- Tommy Gallagher (Rugbyspieler) (* 1983), englischer Rugbyspieler

### V
- Vincent Gallagher (1899–1983), US-amerikanischer Ruderer

### W
- William Gallagher (1875–1946), US-amerikanischer Politiker